# Tom Hopper
Tom Hopper, celým jménem Thomas Edward Hopper (* 28. ledna 1985 Coalville, Velká Británie) je anglický herec. Objevil se v televizní produkci jako Percival v Merlinovi, Billy Bones v seriálu Pod černou vlajkou, Dickon Tarly ve Hře o trůny či Luther Hargreeves v Umbrella Academy.

## Raná léta
Thomas Edward Hopper se narodil 28. ledna 1985 v Coalville v anglickém hrabství Leicestershire. Navštěvoval Newbridge High School a Ashby School v Ashby-de-la-Zouch, kde se začal zajímat o herectví. Zapsal se do dramatického kroužku a účinkoval v inscenaci muzikálu Return to the Forbidden Planet. Poté vystudoval herectví na Rose Bruford College v londýnském předměstí Sidcup.

## Kariéra
Hopper byl obsazen do Shakespearovy komedie Jak se vám líbí v Watford Palace Theatre a objevil se v různých televizních programech a filmech včetně Saxon, Casualty, Případy advokáta Kingdoma a Doctors. Ztvárnil Marcuse v komediálně-hororovém filmu Tormented o šikanovaném teenagerovi, který povstane z mrtvých, aby se pomstil svým spolužákům; film měl premiéru v květnu 2009.
V roce 2010 se objevil v epizodě sci-fi seriálu Pán času (Doctor Who). Hrál také sira Percivala v seriálu BBC Merlin. Do série vstoupil v její třetí sezóně v roce 2010 a další dvě sezóny byl součástí pravidelného obsazení. Po ukončení Merlina vystupoval v roce 2012 v kriminálním dramatu Dobrej policajt. V roce 2013 si Hopper zahrál ve filmu Cold, který režíroval a napsal jeho kolega z Merlina Eoin Macken. V roce 2014 účinkoval jako Asbjörn ve filmu Bojovníci severu: Sága Vikingů.
Hopper byl jako první obsazen do seriálu americké kabelové televize Starz Pod černou vlajkou, v němž ztvárnil Billyho Bonese. Pirátské drama je prequelem k Ostrovu pokladů Roberta Louise Stevensona. Hopper se záměrně rozhodl hrát Bonese jako „nesobeckého člověka, který se stará o svou posádku“, přičemž věřil, že postava by se v období mezi Pod černou vlajkou a Ostrovem pokladů dramaticky změnila. Seriál se natáčel v lokacích v Jihoafrické republice.
V roce 2016 se objevil v thrilleru Kill Ratio a epizodě seriálu Povstání barbarů. Následujícího roku se připojil k obsazení seriálu HBO Hra o trůny. V 7. řadě seriálu hrál Dickona Tarlyho a nahradil tak jeho představitele ze 6. řady Freddieho Stromu. V roce 2018 se objevil po boku Amy Schumer ve filmu Jsem božská. V roce 2019 účinkoval jako Luther Hargreeves / Číslo jedna v superhrdinském seriálu podle komiksové předlohy Umbrella Academy. V této roli byl namaskovaný do kostýmu s lidoopí svalovinou, aby dosáhl požadovaného vzhledu, a prošel tréninkem bojových umění. Druhá řada seriálu, jejíž produkce probíhala od léta 2019, byla uvedena v červenci 2020 a třetí řada, natáčená od února 2021, byla ohlášena k uvedení v červnu 2022.
Jako William Hadrell účinkoval v akčním sci-fi Tima Millera Terminátor: Temný osud (2019). Objevil se také v britském akčním snímku SAS: Zrození Černé labutě (2021). V březnu 2019 se po boku Ryana Reynoldse připojil k obsazení amerického akčního filmu Zabijákova žena & bodyguard, který se v té době natáčel v Londýně, Chorvatsku a Itálii a do kin byl uveden v létě 2021. Koncem listopadu téhož roku následoval sci-fi horor Resident Evil: Raccoon City, v němž se Hopper objevil jako Albert Wesker.
Bylo ohlášeno také Hopperovo účinkování v připravované romantické komedii streamovací služby Netflix Love in the Villa.

## Osobní život
Tom Hopper se v roce 2014 oženil s herečkou Laurou Higgins. Mají syna Freddieho a dceru Truly.

## Filmografie

### Film
| Rok  | Titul                          | Role               | Ref.   |
| ---- | ------------------------------ | ------------------ | ------ |
| 2007 | Saxon                          | Obchodník s rybami |        |
| 2009 | Tormented                      | Marcus             | [ 37 ] |
| 2013 | Cold                           | Tome               | [ 7 ]  |
| 2014 | Bojovníci severu: Sága Vikingů | Asbjörn            |        |
| 2016 | Kill Ratio                     | James Henderson    |        |
| 2018 | Jsem božská                    | Grant LeClair      |        |
| 2019 | Terminátor: Temný osud         | Hadrell            |        |
| 2021 | SAS: Zrození Černé labutě      | Declan             |        |
| 2021 | Zabijákova žena & bodyguard    | Magnusson          |        |
| 2021 | Resident Evil: Raccoon City    | Albert Wesker      |        |

### Televize
| Rok               | Titul                     | Role                            | Poznámky                                                       |
| ----------------- | ------------------------- | ------------------------------- | -------------------------------------------------------------- |
| 2007              | Casualty                  | Hugh „Chewy“ Mullen             | epizoda: „Stitch“                                              |
| 2008              | Doctors                   | Josh Mullen                     | epizoda: „Don't Try This at Home“                              |
| 2008              | Případy advokáta Kingdoma | voják                           | 1 epizoda                                                      |
| 2010              | Pán času                  | Jeffe                           | epizoda: „Jedenáctá hodina“                                    |
| 2010–2012         | Merlin                    | Sir Percival                    | hostující role (3. řada); opakující se role (4.–5. řada)       |
| 2012              | Dobrej policajt           | Andy Stockwell                  | 2 epizody                                                      |
| 2014–2017         | Pod černou vlajkou        | William „Billy Bones“ Manderly  | hlavní role                                                    |
| 2016              | Povstání barbarů          | Arminius                        | epizoda: „Rebellion“                                           |
| 2017              | Hra o trůny               | Dickon Tarly                    | 4 epizody                                                      |
| 2019 – současnost | Umbrella Academy          | Luther Hargreeves / Číslo jedna | hlavní role                                                    |
| 2020              | Robot Chicken             | John Rolfe, Solid Snake (hlas)  | epizoda: „Gracie Purgatory in: That's How You Get Hemorrhoids“ |